# Aliaksandr Karnicki
Aliaksandr Ivanavič Karnicki (în alfabet chirilic belarus, Аляксандр Iванавiч Карнiцкi; în rusă Александр Иванович Карницкий, transliterat: Aleksandr Ivanovici Karnițki; n. 14 februarie 1989, Stoŭbcy⁠(d), RSS Bielorusă, URSS) este un fotbalist bielorus liber de contract, care joacă pe post de mijlocaș. Pe plan internațional, are prezențe la națională pentru Belarus.